# Cyathea brunei
Cyathea brunei är en ormbunkeart som beskrevs av Christ. Cyathea brunei ingår i släktet Cyathea och familjen Cyatheaceae. Inga underarter finns listade.